# Gianfranco Marzolla
Gianfranco Marzolla, né le 9 janvier 1937 à Donada, est un gymnaste artistique italien.

## Palmarès

### Jeux olympiques
- Rome 1960
  -  médaille de bronze au concours par équipes[1]